# Exosito
Un exosito  o exosite è un sito di legame secondario, lontano dal sito attivo su un enzima o su un'altra proteina
Questo tipo di sito è simile ai siti allosterici, ma si differenzia per il fatto che, affinché un enzima sia funzionante, il suo exosito solitamente deve essere occupato. 
Gli exositi sono recentemente diventati  un argomento di crescente interesse nella ricerca biomedica come potenziali bersagli farmacologici.